# Rémi Garsau
Rémi Garsau (né le 19 juillet 1984 à Marseille), fils de Pierre Garsau, est un joueur français de water-polo évoluant au poste de gardien de but.

## Biographie
Il évolue en club au Cercle des nageurs de Marseille avec lequel il est dix fois champion de France (de 2005 à 2011, en 2013, en  2015 et en 2016).
En 2016, il quitte le Cercle des nageurs de Marseille et rejoint l'Olympic Nice Natation.
Il est aussi membre de l'équipe de France de water-polo masculin.